# Villayil Raman Gopala Pillai
VR Gopala Pillai (n. 1915 - d. 1981) a fost un scriitor singaporez.